# Mikio Manaka
Pour les articles homonymes, voir Manaka.
Mikio Manaka (眞中 幹夫, Manaka Mikio) est un footballeur japonais né le 22 mai 1969.